# Anlauf (Sport)
Der Anlauf ist vor allem in der Leichtathletik aber auch bei anderen Sportarten eine Phase des schnellen Laufens, bei dem ein Sportler seine Geschwindigkeit rasch bis zur Endgeschwindigkeit steigert. Hierfür wird Schnellkraft benötigt und aufgewendet.

## Anwendung
- in der Leichtathletik:
  - Dreisprung
  - Hindernislauf, als Anlauf für die Überwindung der Hindernisse
  - Hochsprung
  - Speerwurf
  - Sprint, der Anlauf sollte hier jedoch möglichst schnell beendet sein
  - Stabhochsprung, hier muss der Anlauf an einer bestimmten Stelle enden und der Sprung beginnen
  - Weitsprung, hier muss der Anlauf an einer bestimmten Stelle enden und der Sprung beginnen
- Eiskunstlauf für Tanzfiguren oder für Eisschnelllauf, der Anlauf sollte auch hier jedoch möglichst schnell beendet sein
- Gleitschirmfliegen beim Start
- Kunst- und Turmspringen (teilweise)
- Springreiten
- Gerätturnen, bei verschiedenen Disziplinen wie dem Sprung und dem Bodenturnen, teilweise endet der Anlauf auf einem hölzernen Sprungbrett

Eine andere Bedeutung ist beim Marathonlauf das langsame Anfangen des Laufens, Anlaufen genannt.